# Kondogo (mets)
Le kongodo encore appelé le nkate cake est une sorte de nougat croquant à base d’arachides torréfiées originaire de la Guinée équatoriale. Généralement,  Il se présente sous la forme de petits carrés plats mais on en fait aussi en boules aux formes irrégulières. C'est un amuse-gueule très populaire en Afrique. Bien qu'étant aisé à exécuter, le kongodo nécessite un certain savoir-faire,,.   

## Préparation
Pour faire le nkate cake pour 8 personnes environ, il faut comme ingrédients environ : 
- 500 g cacahuètes (arachides)
- une moitié de citron
- entre 35 et 40 ml d’eau
- 200 g de sucre en poudre

D'abord, il faut mixer les cacahuètes pour les concasser grossièrement. Le but n'est pas d'avoir de la poudre fine d’arachide. Puis, on prend une casserole dans laquelle on verse le sucre. Après, on y ajoute le citron et l'eau. Ensuite, on met le mélange à cuire à feu moyen et éviter de toucher à la préparation jusqu'à ce que le sucre entièrement fondu. À l'issue de cela, on obtient une teinte caramel. Une fois cette couleur obtenue, on coupe le feu et on y verse les cacahuètes pour que le tout fasse un mélange homogène. Après une minute d'attente, on verse le mélange sur du papier sulfuré. Quand sur le papier le mélange commence à durcir, on huile une lame de couteau pour le découper en de petites tranches carrées en prenant soin de les éloigner les uns des autres pour empêcher que les tranches découpées se recollent.     
Quand tout est froid, le kongodo est prêt à être consommé,,,.     